# مبهور (فلم 1967)
مبهور (بالإنجليزية: Bedazzled) فيلم كوميدي بريطاني عام 1967 من إخراج وإنتاج ستانلي دونين كتبه الممثل الكوميدي بيتر كوك وقام ببطولته كوك وشريكه الكوميدي دودلي مور. إنها إعادة سرد كوميدي لأسطورة فاوست، وتدور الأحداث في الستينيات. يقدم الشيطان (بيتر كوك) لشاب غير سعيد (مور) فرصة تحقيق سبع أمنيات مقابل روحه.

## طاقم التمثيل
- بيتر كوك: في دور جورج سبيجوت (الشيطان)
- دادلي مور: في دور ستانلي مون
- إليانور برون: في دور مارجريت سبنسر
- راكيل ولش: في دور ليليان لوست
- ألبا: في دور الغرور
- روبرت راسل: في دور الغضب
- باري همفريز: في دور الحسد
- بارنيل ماكغاري: في دور الشراهة
- دانييل نويل: في دور أفاريس
- هوارد جورني: في دور الكسل
- مايكل بيتس: في دور المفتش كلارك
- برنارد سبير: في دور ايرفينغ موسيس
- روبن هاودون: في دور راندولف (مدرس الجيتار)
- مايكل تروبشاوي: في دور اللورد دودي
- إيفلين مور: في دور السيدة ويسبي
- فالنتين ديال: في دور القوة العليا[2]

## أحداث الفيلم
يعمل ستانلي مون طباخ في مطعم ومبي وهو مفتون بالنادلة مارجريت سبنسر لكنه يفتقر إلى الثقة وتمنعه القواعد الاجتماعية من الاقتراب منها. يصاب ستانلي بحالة يأس من حياته، ويحاول الانتحار شنقًا ولكن يقاطعه رجل يدعي أنه الشيطان، الذي تجسد في صورة جورج سبيجوت. يرفض ستانلي تصديق جورج الذي يعرض على ستانلي أن يتمنى أمنية وسوف يحققها له لاثبات انه الشيطان. يتمنى ستانلي الحصول على مصاصة مثلجات بالتوت، ويأخذه جورج ليشتري واحدة من متجر قريب. يقول جورج انه يحاول جمع 100 مليار شخص إلى جانبه، وانه إذا حقق هذا، فسيتم إعادة قبوله في الجنة، كما أنه مشغول بأعمال تخريب وحقد طفيفة، بمساعدة طاقمه من الخطايا السبع المميتة، ولا سيما الشهوة والحسد.
يعرض جورج تحقيق سبع أمنيات لستانلي في مقابل روحه، ويستخدم ستانلي كل هذه المحاولات لإشباع حبه لمارجريت، وتحقيق القرب منها. يشرح جورج انه سيضع ستانلي في سبع مواقف مختلفة حسب طلب ستانلي، ليكون قريبًا من مارجريت ويستطيع مصارحتها بحبه، ولكن دائمًا سيجد جورج متجسدًا في شخصية في كل موقف، ويطمئن ستانلي إلى انه يستطيع الخروج من أي موقف والعودة إلى حياته السابقة البائسة، إذا نفخ بقوة بفمه كمن يطفئ  شمعة. 
يتمنى ستانلي أولاً أن يكون أكثر وضوحًا، فيحوله جورج سبيجوت إلى مفكر ثرثار وطالب بلكنة ويلزية قوية، وتصبح مارجريت شخصية طموحة بنفس القدر، وتتفق بحماس مع جميع معتقدات ستانلي. يؤكد لها ستانلي على أهمية التحرر من القيود الاجتماعية والأخلاقية، وعندما يقوم ستانلي بخطوته للتقرب منها، تشعر بالرعب وتبدأ بالصراخ «اغتصاب».
في رغبته الثانية، يتمنى ستانلي أن يكون مليونيراً مع مارجريت كزوجته التي تحس بالاثارة للغاية، ولذا تتجاهله وتتجاهل امكانياته الفخمة، وبدلاً من ذلك تقيم علاقات مع أصدقائه.
في الأمنية الثالثة، يظهر ستانلي وهو نجم لموسيقى الروك، ومع ذلك، فإن شهرته لا تدم طويلاً وقد تفوقت عليه فرقة جديدة، هي اكتشاف هذا العام الأكثر إثارة، ويظهر مغنيها الرئيسي وهو جورج «الشيطان»، وهو يغني عن ازدرائه لأي شخص باستثناء نفسه. تصاب مارجريت هي وغيرها من المعجبين بالذهول والإعجاب ويهاجمون المغني الجديد تاركين ستانلي وحيدًا.
يعلق ستانلي تعليقا عابرًا ويقول أنه يتمنى لو كان «ذبابة على الحائط». ينتهز جورج الفرصة لاستخدام ذلك باعتباره أمنية ستانلي الرابعة، ويقوم بتحويله وتحويل نفسه إلى ذباب على الحائط في المشرحة، حيث يعرض مفتش الشرطة لمارجريت جثثًا مختلفة، على أمل أن تحدد واحدة على أنها جثة ستانلي، وعندما يحاول المفتش التقرب لمارجريت ودعوتها لموعد، يشن ستانلي (وهو الذبابة) هجومًا عليه.
يتمنى ستانلي حياة هادئة في الريف، مع الأطفال، ومارجريت تحضر العشاء، وحيث انه لم يحدد لجورج علاقة مارجريت به في هذه الأمنية، سرعان ما يتضح أن مارجريت هي زوجة رجل آخر. بينما يقعان في حب عميق، حتى محاولة إتمام عاطفتهما تدفع ستانلي ومارجريت إلى معاناة عاطفية.
يطلب ستانلي أمنية سادسة لا يستطيع جورج أن يفسدها له. يتمنى أن يحب هو ومارجريت بعضهما البعض، وأن يعيشوا بعيدًا عن المدينة الكبيرة، وأن يكونوا دائمًا معًا في جو من النقاء والطهر. يقوم جورج بتحويل ستانلي إلى راهبة يرتدي زي الراهبات، ومارغريت هي أيضًا راهبة، ولكنها ترفض التفكير في إتمام حبهما لأنهما امرأتان. يحاول ستانلي الهروب من الرغبة بالنفخ بفمه كما أخبره جورج بلا جدوى. يعود ستانلي إلى لندن لمواجهة جورج.
عندما يحاول ستانلي استخدام أمنيته السابعة، يكشف جورج أنه قد استخدمها بالفعل فقد تمنى في البداية الحصول على مصاصة مثلجات بالتوت.
يقوم جورج في نهاية المطاف بتجنيب ستانلي اللعنة الأبدية وبيع روحه، لأنه تجاوز حصته البالغة 100 مليار نسمة ويمكنه أن يكون كريمًا مع ستانلي. يعود ستانلي إلى وظيفته القديمة وحياته، أكثر حكمة وأكثر وضوحًا. يسأل ستانلي في المشهد الختامي مارجريت للخروج معًا، وتقول مارجريت: «ربما في ليلة أخرى»، ويبتسم ستانلي، سعيدًا لأنه وجد الشجاعة للتحدث معها.

## استقبال الفيلم
شباك التذاكر
كان الفيلم يتطلب مبلغ 2.100.000 دولار وفقًا لسجلات شركة فوكس، لتحقيق التعادل ولكنه حقق مبلغ 2.825.000 دولارًا وكان هذا ربحًا مريحًا.
استقبال النقاد
قوبل الفيلم بقبول جيد في المملكة المتحدة، ولكن في الولايات المتحدة كانت الآراء متباينة.
منح موقع الطماطم الفاسدة الفيلم تقييم قيمته 82% بناء على آراء 17 ناقد.
كتب بوسلي كراوثر من صحيفة نيويورك تايمز: «صورة مجازية ظاهرية، وهي ثمينة للغاية، ورتيبة في النهاية، وتتأرجح في ذوق سيء للغاية»، ومع ذلك، يثني كروثر على «الميزانسين» (إعداد وترتيب المشاهد). قارن روجر إيبرت روح الفكاهة في الفيلم بروح الفكاهة عند الثنائي الأمريكي «بوب وراي»، وكتب: «شائك ومعاصر وجاف ومقلل من الأهمية، وبشكل عام، هو فيلم رائع وذكي ومضحك للغاية».  

## وصلات خارجية
- مقالات تستعمل روابط فنية بلا صلة مع ويكي بيانات